# (35124) 1992 EU21
1992 EU21 (asteroide 35124) é um asteroide da cintura principal. Possui uma excentricidade de 0.02265880 e uma inclinação de 13.25338º.
Este asteroide foi descoberto no dia 1 de março de 1992 por UESAC em La Silla.